# Waking the Cadaver
A Waking the Cadaver amerikai brutális ("slamming") death metal/deathcore zenekar. 2006-ban alakultak meg a  New Jersey állambeli Jersey Shore-ban. Korábban "Death to Honor" volt a nevük, ezen a néven egy demót adtak ki. Pályafutásuk alatt három nagylemezt és egy demót adtak ki. 2015-ben feloszlottak, de 2018-ban újból összeálltak.

## Tagok
- Don Campan – ének (2006–2012)
- Dennis Morgan – dobok (2006–2013)
- Mike Mayo – gitár (2008–2013)
- John Hartman – gitár (2011–2013)
- Alex Sarnecki – basszusgitár (2012–2013)

## Diszkográfia
- Demo 2006
- Perverse Recollections of a Necromangler (2007, stúdióalbum)
- Straight Outta tha Ground vol. 1 (2007, válogatáslemez)
- Beyond Cops, Beyond God (2010, stúdióalbum)
- Real Life Death (2013, stúdióalbum)